# Fiumedinisi
Fiumedinisi ist eine Stadt der Metropolitanstadt Messina in der Region Sizilien in Italien mit 1283 Einwohnern (Stand 31. Dezember 2023).

## Lage und Daten
Fiumedinisi liegt 33 Kilometer südwestlich von Messina. Die Einwohner arbeiten hauptsächlich in der Landwirtschaft.
Die Nachbargemeinden sind Alì, Alì Terme, Itala, Mandanici, Messina, Monforte San Giorgio, Nizza di Sicilia, Roccalumera, San Pier Niceto und Santa Lucia del Mela.

## Geschichte
Das Gründungsdatum des Ortes in unbekannt. Kaiser Heinrich VI. ist hier 1197 auf der Jagd an einem Fieber erkrankt.

## Sehenswürdigkeiten
- Pfarrkirche Maria SS, Annunziata, erbaut im Mittelalter, im 17. Jahrhundert umgebaut